# Vilarinho de São Romão
Vilarinho de São Romão ist eine portugiesische Gemeinde (Freguesia) im Concelho Sabrosa. 
Das Dorf liegt südlich der Kleinstadt Sabrosa in den Bergen des Alto Douro an der Nationalstraße 323.
Im Dorf befinden sich der Solar dos Pereiras Lagos aus dem 17. mit einer Kapelle aus dem 15. Jahrhundert. Die barocke Pfarrkirche ist dem Heiligen Roman geweiht, der auch Dorfpatron ist.